# Nudismo en Uruguay
El nudismo en Uruguay es practicado desde al menos la década de 1960, primero mayormente por extranjeros y posteriormente se incorporaron los nudistas uruguayos. Se viene practicando en las dos playas oficiales designadas por las respectivas autoridades departamentales: Chihuahua en Maldonado que es la más famosa y concurrida, y La Sirena en Rocha.

## El nudismo y la sociedad uruguaya
El nudismo era practicado desde la década de 1960 en Chihuahua, a donde concurrían distintas personalidades extranjeras. Ocurría el hecho de que la playa era conocida más en el extranjero, listada en la guía internacional de naturismo de 1976 de la Federación Naturista Internacional, que por los propios uruguayos.
El público que asiste a las playas nudistas es variado, entre familias con hijos, jóvenes con amigos o adultos mayores. También hay presencia de público LGBT.
Según el miembro de la Asociación Uruguaya Nudista Naturista, Carlos Lucas, en una entrevista en noviembre de 2018, opinó que la sociedad uruguaya aún no está preparada para practicar el nudismo.
En el año 2013 una mujer insultó a nudistas que estaban en Chihuahua y movió los carteles que marcan el límite de la playa —establecido por resolución departamental— por su propia cuenta para intentar disminuir el espacio de la playa nudista. Este hecho fue denunciado a las autoridades. Un representante de la Asociación Uruguaya Naturista Nudista dijo que este tipo de casos surgen cada cierto tiempo, por parte de algunos vecinos con propiedades cerca o inmobiliarias que —según el hotelero local Ricardo Rodal— pensaban que el nudismo iba a depreciar el valor de las propiedades. Este extremo, sin embargo no resultó ser cierto, ya que según expresó la entonces directora de Medio Ambiente de la Intendencia de Maldonado, Bethy Molina, los precios de los bienes raíces de la zona pasaron a ser mucho más altos.

## Organizaciones sociales
En 1994 se constituyó la Asociación Uruguaya de Naturismo (AUDEN) con sede en Chihuahua, buscando conseguir que la playa de esa localidad fuera declarada como naturista. En 2009 se constituyó la Asociación Uruguaya Nudista Naturista (AUNNA) para nuclear a los nudistas y naturistas uruguayos, continuando el trabajo de AUDEN. AUNNA es miembro «corresponsal» de la Federación Naturista Internacional, representando a Uruguay ante esta organización internacional.

## Sitios nudistas

### Oficiales

#### Playa Chihuahua

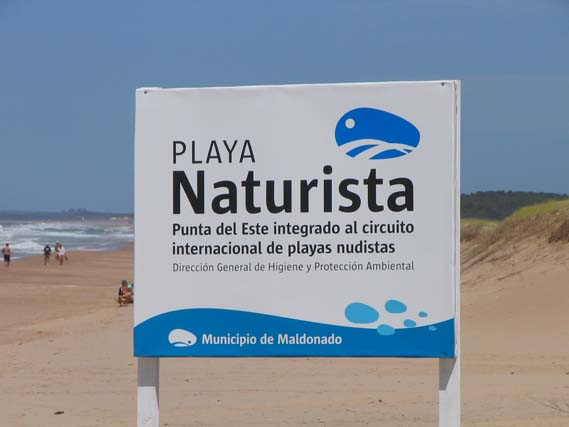
Cartel de presentación de la playa nudista de Chihuahua.

La playa Chihuahua, ubicada en la costa de la homónima, es la primera playa reconocida oficialmente como playa naturista por el gobierno de Maldonado y el Ministerio de Turismo en el año 2000. Transcurre desde la desembocadura del arroyo El Potrero hasta la altura del kilómetro 115,5 de la Ruta 10.
Si bien su designación oficial fue en 2000, el nudismo en esta playa ya era practicado en la década de 1960, a donde concurrían distintas personalidades extranjeras, como argentinos que tenían propiedades en las proximidades. En los años 1970 el argentino Benjamín Volco compró las tierras y urbanizó la localidad de Chihuahua, además de plantar pinos y acacias. En los años 1980 después de una nota publicada en los diarios La Razón y Clarín de Argentina, llegaron helicópteros de los medios argentinos para fotografiar y filmar desde el cielo en un sitio caracterizado por su privacidad. En ese tiempo, la Prefectura uruguaya comenzó a realizar operativos en contra de los nudistas para que se vistieran so pena de sanciones económicas o penales. A partir de entonces se generó una militancia a favor del nudismo, y también surgió la inauguración de hoteles naturistas, como por ejemplo Palmera Beach Resort en 2011 y Undarius —enfocado exclusivamente en hombres gays— en 2013. Finalmente, recibe la habilitación municipal en el año 2000.
Dado que desde su designación oficial no tuvo una delimitación específica, en el año 2012 la Intendencia de Maldonado emite la resolución 7823/2012 por la que fijó sus límites por el este en la proyección imaginaria hacia el sur del eje de la avenida principal, calle central del semicírculo del fraccionamiento, cuya terminación se encuentra próxima a la playa; por el oeste lado izquierdo y desembocadura en el Río de la Plata del Arroyo el Potrero; y por el norte el cordón de dunas. Esta demarcación generó la protesta de la Asociación Uruguaya de Nudismo y Naturismo por cortar la playa en su parte más concurrida. Esta controversia se resolvió luego de que la Intendencia deja sin efecto aquella resolución mediante la resolución 8839/2012, fijando límites más amplios en su lado oriental en la proyección imaginaria hacia el sur del eje de la calle El Foque de Chihuahua, en la bajadas y entradas para vehículos.

#### Playa La Sirena
La playa La Sirena está situada en el departamento de Rocha, a dos kilómetros al norte de la localidad de Aguas Dulces, autorizada en el año 2012 por las autoridades departamentales para la práctica del nudismo y naturismo como playa de desnudez opcional.
Es una playa espaciosa de arena fina en la costa oceánica, rodeada de médanos cubiertos de vegetación, con bañados, lagunas y poblaciones arbóreas. A diferencia de la playa Chihuahua, esta playa no tiene infraestructuras turísticas desarrolladas, lo cual posibilita el contacto con una naturaleza más prístina, pero obliga a los visitantes a trasladarse a Aguas Dulces si quieren consumir servicios gastronómicos o de alojamiento. Tampoco cuenta con un guardavidas propio.

### No oficiales
En 2014 la entonces legisladora departamental de Canelones Lyliam Espinosa trabajó en un proyecto para crear una playa nudista y amigable con el colectivo LGBT en el departamento de Canelones, precisamente entre El Fortín y Villa Argentina, cerca de El Águila. En esta playa, situada en una «especie de recodo» de la zona, vecinos del lugar y familias europeas practican el nudismo desde hace más de 15 años, a fecha del 2014, tolerado por los residentes de la zona.
La playa Miramar de Montevideo es la playa más oriental del departamento, ubicada al sur del barrio Carrasco y está protegida de la vista pública de quien transite por la Rambla con una vegetación densa. Esta playa ha sido frecuentada desde hace años por los nudistas locales, quienes practican el nudismo en la clandestinidad, debido a que las normas departamentales prohíben entrar a la playa sin traje de baño o ropa alguna. En setiembre de 2018 personas propusieron o apoyaron en la plataforma Montevideo Decide de la Intendencia de Montevideo la oficialización de la playa Miramar como nudista. Esta iniciativa, junto con la propuesta de hacer una protesta al desnudo en la Plaza Independencia, finalmente fracasó.

### Propuestos
El intendente de Colonia Napoleón Gardiol en agosto de 2020 propuso y autorizó la creación de una playa nudista ubicada a unos 7 kilómetros de la ciudad de Colonia del Sacramento, en la zona de la localidad de Laguna de los Patos y su laguna homónima, sobre la costa del Río de la Plata, como una forma de atraer más turistas. Su habilitación estaba planificada para el siguiente verano, sin embargo, al asumir el nuevo intendente Carlos Moreira en su segundo período, decidió dar marcha atrás y descartó el proyecto de playa nudista, alegando que no veía necesidad de crearla.